# وویادین بوشکوف

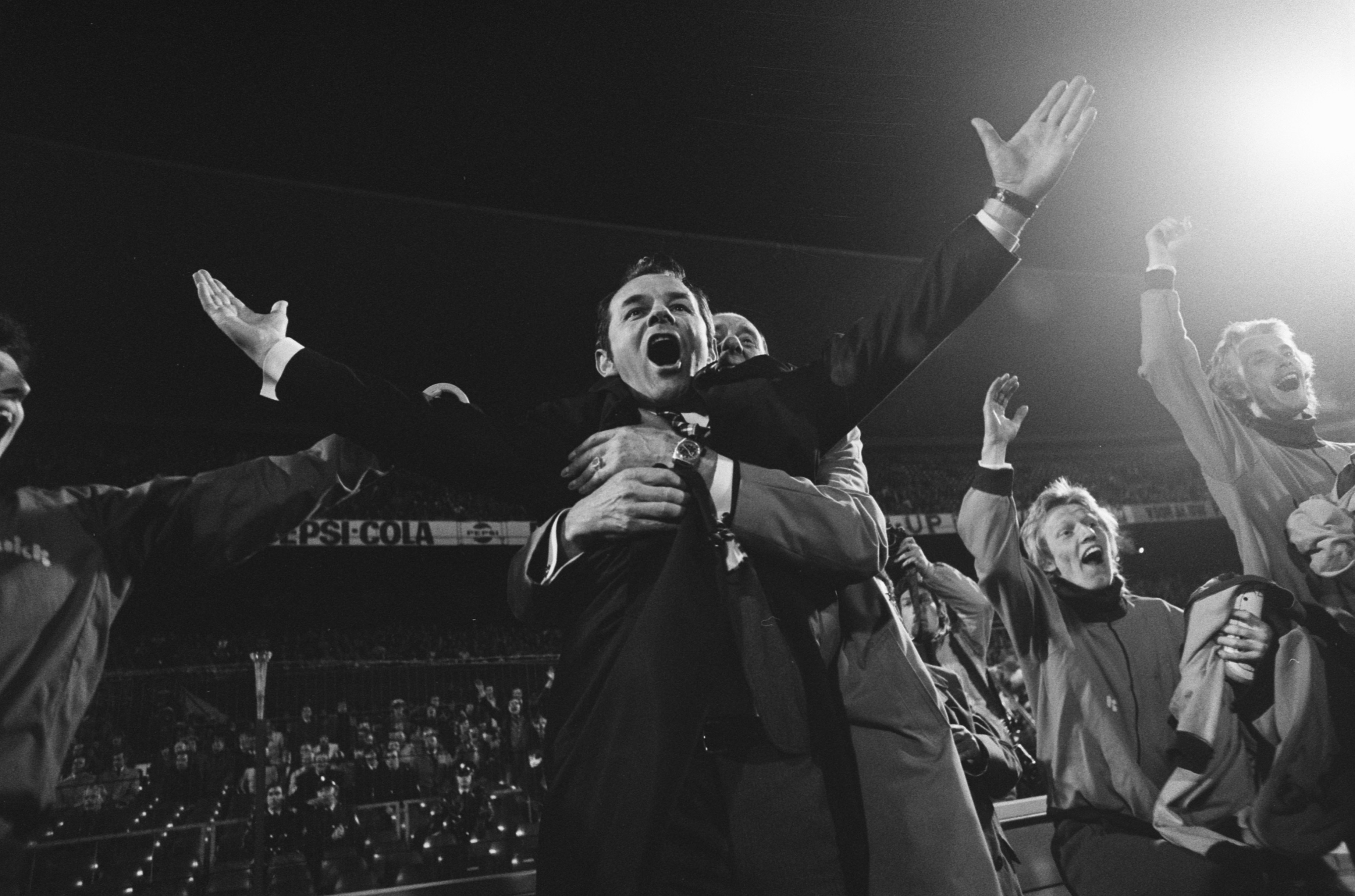
بوشکوف در هنگام قهرمانی جام حذفی فوتبال هلند با تیم آدو دن هاگ

وویادین بوشکوف (زاده ۱۶ می ۱۹۳۱ - درگذشته ۲۷ آوریل ۲۰۱۴) بازیکن فوتبال و مربی سابق اهل صربستان بود.

## مربی‌گری
بی شک مهم‌ترین دستاورد دوران مربی گری بوسکوف به سال ۱۹۹۱ و قهرمانی سری آ ایتالیا با تیم سمپدوریا بر می‌گردد. وی در سال ۱۹۹۲ نیز توانست با این تیم به فینال لیگ قهرمانان اروپا راه یابد گرچه در مسابقه نهایی در ورزشگاه ومبلی لندن با نتیجه ۱ بر صفر مغلوب تیم بارسلونا شد.
او همچنین سرمربی تیم ملی یوگسلاوی در جام ملتهای یورو ۲۰۰۰ بود که در دور یک چهارم نهایی مغلوب تیم ملی هلند شد.

## درگذشت
وویادین بوشکوف در روز ۲۷ آوریل ۲۰۱۴ در سن ۸۲ درگذشت.